# VOICES (織田哲郎のアルバム)
『VOICES』（ヴォイセス）は織田哲郎1枚目のオリジナル・アルバム。1983年6月22日に発売された。

## 概要
先行シングル「2001年」を含む全10曲収録。ピアノ・パーカッションを初めて使用した織田初のソロ・アルバム。音楽製作はBeingが担当している。

## 収録曲
全曲　作詞・作曲・編曲：織田哲郎
1. SHINE THE LIGHT
2. 夏の夜の出来事
3. 夢の終わりに
4. 時を超えて
5. 2001年
6. NIGHT
7. R&R FANTASY
8. さよならBABE
9. LAST LULLABY FOR YOU
10. SOMEBODY TO LOVE

## 参加ミュージシャン
- 織田哲郎 - ボーカル、ギター、ピアノ、シンセサイザー、パーカッション
  - 北島健二 - ギター
  - 岡沢章 - ベース
  - 伊藤広規 - ベース
  - 青山純 - ドラム
  - 木村誠 - パーカッション
  - 古村敏比古 - サックス
  - 大谷和夫 - ピアノ
  - 中西康晴 - ピアノ
  - 難波弘之 - ピアノ
  - 大谷哲範 - シンセサイザー
  - Pic - コーラス